# Chajan
Koning Chajan was een buitenlandse farao van de 15e dynastie van Egypte.

## Biografie
Koning Chajan werd de grote Hyksos genoemd door Manetho. Zijn naam betekent in Noord-West-Semietische taal: "Geboren in de maand Khijar." Hij nam de naam Heka Chasoet aan en dat is op zijn scarabeeën gevonden. Zijn naam is over de wereld gevonden: in Bagdad, Knossos en Boğazköy. Volgens Manetho heeft Chajan 50 jaar geregeerd.